# يون جونغ هون
يون جونغ هون هو ممثل كوري جنوبي ولد في 6 نوفمبر 1978. أشتهر بدوره في مسلسل شرق عدن.